# Acaena elongata
Acaena elongata är en rosväxtart som beskrevs av Carl von Linné. Acaena elongata ingår i släktet taggpimpineller, och familjen rosväxter.

## Underarter
Arten delas in i följande underarter:
- A. e. gracilis
- A. e. incisa
- A. e. lappacea
- A. e. robusta
- A. e. villosula